# DSQI
设计结构质量指数（design structure quality index）簡稱DSQI是軟體架構設計階段使用的軟體度量，評估軟體結構及模組效率。设计结构质量指数最早是由美國的空軍系統司令部開始使用。
若要計算设计结构质量指数，需提供7個和程式有關的數值（S1至S7），這個數值是和程式中模組的個數、模組的狀態，程式中資料庫的數量和狀態有關的。後續再計算和程式結構、模組狀態、資料庫狀態有關的度量，最後得到设计结构质量指数。
设计结构质量指数計算的結果是一個0到1之間的數值，數值最接近1表示品質越好。设计结构质量指数最適合用來作為和以往成功的軟體專案比較的基準。

## 外部連結
- DSQI計算器